# Сжатобрюх Фонколома
Сжатобрюх Фонколома (лат. Sympetrum fonscolombii) — вид стрекоз семейства настоящих стрекоз. Назван в честь французского энтомолога Этьена Фонсколомба (1772—1853).
Этот теплолюбивый вид является обычным в Африке, Европе и Азии. С 1990 года его находки значительно участились в северо-западной Европе, включая Великобританию и Ирландию, а также на Урале и в Сибири. Населяет различные биотопы от болот и прудов с густой водной растительностью до высыхающих небольших водоёмов без растительности.
Птеростигма на крыльях этого вида маленькая, жёлтая с чёрным краем, что отличает его от Sympetrum striolatum. Имаго имеют красную (самцы) или жёлтую (самки) окраску. Сразу после последней линьки насекомые могут быть зелёными с чёрными полосами на груди и брюшке. Сжатобрюхи часто сидят на тростнике, высматривая добычу.